# Кохане (Кропивницький район)
Коха́не — село в Україні, у Кетрисанівській сільській громаді Кропивницького району Кіровоградської області. Населення становить 218 осіб.

## Населення
Згідно з переписом УРСР 1989 року чисельність наявного населення села становила 197 осіб, з яких 94 чоловіки та 103 жінки.
За переписом населення України 2001 року в селі мешкало 218 осіб.

### Мова
Розподіл населення за рідною мовою за даними перепису 2001 року:
| Мова       | Відсоток |
| ---------- | -------- |
| українська | 93,12 %  |
| вірменська | 2,29 %   |
| молдовська | 2,29 %   |
| російська  | 2,29 %   |